# Robin Neumann
Robin Neumann (Múnich, Alemania, 12 de diciembre de 1997) es una deportista neerlandesa que compitió en natación. Ganó una medalla de bronce en el Campeonato Europeo de Natación de 2016, en la prueba de 4 × 200 m libre.

## Palmarés internacional
| Campeonato Europeo | Campeonato Europeo    | Campeonato Europeo | Campeonato Europeo |
| Año                | Lugar                 | Medalla            | Prueba             |
| ------------------ | --------------------- | ------------------ | ------------------ |
| 2016               | Londres (Reino Unido) | Medalla de bronce  | 4 × 200 m libre    |